# Alizée
Alizée, właśc. Alizée Lyonnet (z domu Jacotey) (ur. 21 sierpnia 1984 w Ajaccio, Korsyka) – francuska piosenkarka.

## Życiorys
Imię Alizée wywodzi się z francuskiego odpowiednika słowa pasat (fr. alizé). Jej ojciec jest technikiem komputerowym, a matka – sprzedawczynią. Alizée ma też młodszego brata Johanna.
Dzieciństwo
Alizée wychowywała się na Korsyce. W wieku 4 lat zaczęła brać lekcje tańca w École du Spectacle Monique Mufraggi. W 1995 roku wygrała konkurs rysunkowy zorganizowany przez francuską linię lotniczą AOM (Air Outre Mer). W nagrodę otrzymała dwutygodniowy wyjazd z rodziną na Malediwy, a jej rysunek został umieszczony na kadłubie samolotu, który nazwano „Alizée”.

### Kariera
W 1999 roku wystąpiła w programie „Graines de star”, którego ekipa przyjechała na Korsykę. Z interpretacją piosenki „Ma prière” Axelle Red zajęła drugie miejsce. Występ został zauważony przez Mylène Farmer oraz Laurenta Boutonnata – duet zajmujący najwyższe miejsca na francuskich listach przebojów od połowy lat 80. Mylène poszukiwała młodej osoby do zaśpiewania piosenki „Moi... Lolita” nawiązującej do bohaterki powieści „Lolita” Vladimira Nabokova. Muzykę skomponował Laurent Boutonnat. Po kilku próbach w studiu nagraniowym Mylène powierzyła Alizée wykonanie piosenki. Singiel wyszedł 4 lipca 2000 roku i okazał się wielkim sukcesem. We Francji sprzedał się w ponad 1 200 000 egzemplarzy.
Pierwszy album
28 listopada tego samego roku trafił do sprzedaży album „Gourmandises”, który również okazał się hitem. Już po trzech miesiącach uzyskał we Francji status platynowej płyty. W tym samym czasie wyszedł drugi singiel piosenkarki – „L'Alizé”. Pieczę nad albumem ponownie sprawowali Mylène Farmer oraz Laurent Boutonnat. Alizée otrzymała za niego m.in. nagrodę NRJ Music Awards w kategorii „Francuska rewelacja roku”, oraz nagrodę M6 Awards. Stała się znana nie tylko w krajach frankofonii, ale również w całej Europie, Japonii, anglojęzycznej części Kanady oraz w Rosji.
Lata 2001–2002
W kwietniu 2001 roku ukazał się singiel „Parler tout bas”. Przez cały okres przerwy Alizée promowała album „Gourmandises”. W czerwcu w związku z promocją albumu Alizée pojechała po raz pierwszy do Rosji. 6 marca 2001 roku piosenkarka otrzymała prestiżową nagrodę francuskiego radia NRJ. Łącznie liczba jej sprzedanych płyt do tego momentu wyniosła ok. 4 miliony egzemplarzy.
Drugi album
Od stycznia 2003 w radiu pojawił się nowy singiel „J'en ai marre” (w Japonii pod nazwą „Mon bain de mousse”, ang. wersja „I'm fed up”). Był on poprzedzeniem albumu „Mes courants électriques”. Album został wydany 18 marca w dwóch wersjach: francuskiej i międzynarodowej (zawierającej cztery piosenki po angielsku). Album powstał pod pieczą Mylène Farmer i Laurenta Boutonnata. Krążek sprzedał się w liczbie ponad 4 milionów egzemplarzy na całym świecie.
W maju wyszedł drugi singiel pod tytułem „J'ai pas vingt ans” (ang. „I'm not twenty”).
6 listopada w Las Vegas Alizée wyszła za mąż za Jérémy'ego Chatelaina, którego poznała na festiwalu Eurobest.
Trasa koncertowa Alizée trwała od 26 sierpnia 2003 do 17 stycznia 2004 roku. Piosenkarka dała ponad 40 występów we Francji, Belgii i Szwajcarii. Podczas koncertów został nakręcony teledysk do singla „Amélie m'a dit”.
Lata ciszy
W listopadzie 2004 wyszedł album oraz DVD z tournée „Alizée En Concert”. 28 kwietnia 2005 na świat przyszła córka Alizée – Annilly. Ucichł medialny szum wokół piosenkarki. Latem tego samego roku zamknięta została oficjalna strona internetowa Alizée. Artystka znikła ze sceny muzycznej na trzy lata. Całkowicie poświęciła się opiece nad córką i przygotowaniu nowego albumu. Zerwała też współpracę z Mylène Farmer i Laurentem Boutonnatem oraz jej dotychczasową wytwórnią – Polydor (Universal). W 2007 roku album „Alizée En Concert” został wydany w Meksyku.
Trzeci album

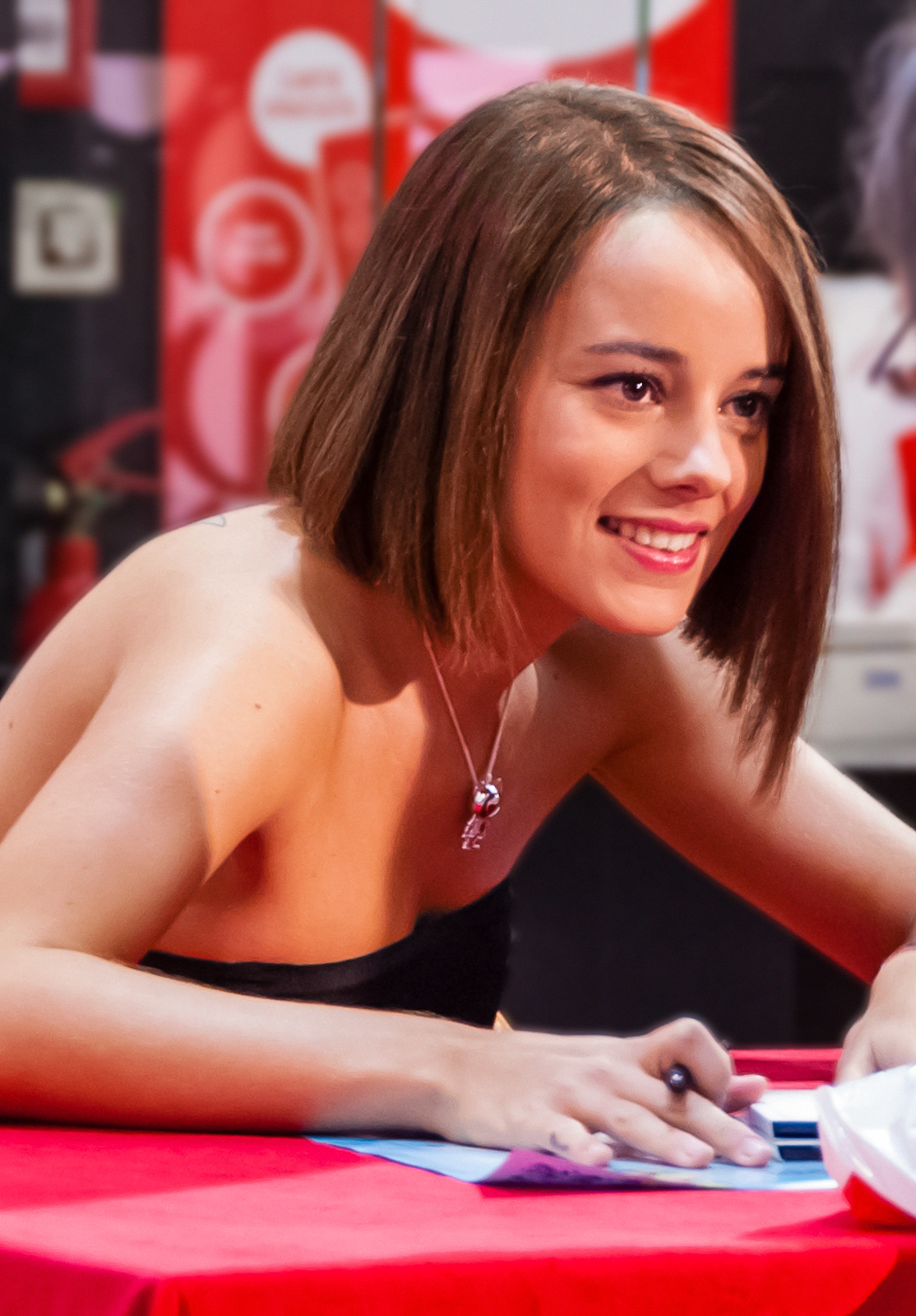
Alizée (2007)

Trzeci album Alizée, zatytułowany „Psychédélices” powstał przy współpracy z Jeanem Fauque, który napisał teksty do piosenek, oraz takimi muzykami jak Bertrand Burgalat, Daniel Darc, Oxmo Puccino, czy Jérémy Chatelain. Jej nową wytwórnią zostało RCA Music France (Sony BMG). Singlem była piosenka „Mademoiselle Juliette”, którego radiowa premiera miała miejsce pod koniec września 2007 roku. Teledysk został wyemitowany miesiąc później. Album wyszedł 3 grudnia 2007 roku. Kolejnym singlem został utwór „Fifty-Sixty”. Alizée promowała swój nowy album podczas tournée, które rozpoczęło się w maju 2008 roku.
Czwarty album
W styczniu 2009 Alizée zaczęła pracę nad nowym albumem, ogłosiwszy jednocześnie, iż będzie on znacznie różnił się od poprzednich krążków. Nad albumem nazwanym „Une enfant du siècle” („Dziecko wieku”) pracowali Chateau Marmont, David Rubato, Jérôme Echenoz, Rob i Tahiti Boy. Album został wydany 29 marca. Od 4 lutego do 21 lutego dostępna była w przedsprzedaży jego edycja kolekcjonerska. 11 lutego w Internecie pojawił się fragment piosenki „Limelight”, początkowo uważany był za pierwszy singiel z nowej płyty, później okazało się jednak, iż jest on tylko zwiastunem albumu, a piosenka nie będzie oficjalnym singlem. Dnia 16 lutego ukazała się piosenka „Les Collines” („Wzgórza”), która to oficjalnie została pierwszym singlem z nowej płyty. 19 marca poprzez oficjalny kanał w serwisie YouTube piosenkarka przedstawiła klip do „Les Collines”.
W 2012 rozpadło się małżeństwo piosenkarki z Jérémym Chatelainem.
Piąty album
Płyta „5” została wydana 25 marca 2013 roku. Alizée pracowała przy nim z Alexandre'em Azarią, Jeanem-Jakiem Goldmanem, BB Brunes'em oraz Thomasem Boulardem. Inspiracją dla Alizee podczas pracy nad albumem była twórczość France Gall. Album nosi w sobie klimat lat 60. za sprawą orkiestrowych aranżacji. Krążek promują single „Je veux bien” i „A cause de l’automne”, którego teledysk nawiązuje do stylistyki filmów z Jamesem Bondem.
Szósty album
Pod koniec grudnia 2013 wokalistka zaczęła nagrywać swój szósty album z udziałem Pascala Obispo, Lionela Florence'a i Zazie. Premiera odbyła się w marcu 2014 roku, pierwszym utworem na płycie był singiel skomponowany przez Pascala Obispo pod tym samym tytułem, co album „Blonde”. Album został krytycznie przyjęty i nie odniósł oczekiwanego sukcesu.
W 2013 Alizée uczestniczyła we francuskiej wersji „Tańca z gwiazdami”, a w 2015 użyczyła głosu postaci Nyx do filmu „Clochette et la créature légendaire de Steve Loter”, w Polsce znanego jako „Dzwoneczek i bestia z Nibylandii”.
Występy w Polsce
We wrześniu 2018 wystąpiła w Parku Czechowickim w Ursusie w Warszawie, w lutym 2020 nagrała piosenki dla telewizyjnego programu Jaka to melodia.

## Nagrody i nominacje
| Rok  | Ceremonia                           | Kategoria                                                | Wynik     |
| ---- | ----------------------------------- | -------------------------------------------------------- | --------- |
| 2000 | M6 Awards                           | Francuska rewelacja roku                                 | Wygrana   |
| 2000 | Le Petit Prince                     | Najlepsza piosenkarka                                    | Nominacja |
| 2000 | Trophée des anges                   | Nagroda przyznawana przez dzieci                         | Wygrana   |
| 2001 | NRJ Music Awards                    | Francuska rewelacja roku                                 | Wygrana   |
| 2001 | NRJ Music Awards                    | Najlepszy muzyczny serwis internetowy                    | Wygrana   |
| 2001 | Victoires de la Musique             | Album-odkrycie roku                                      | Nominacja |
| 2001 | Vincent Scotto, SACEM               | Najlepsza muzyka                                         | Wygrana   |
| 2001 | Hit FM Award (Rosja)                | Najlepsza muzyka (piosenka Moi ... Lolita)               | Wygrana   |
| 2001 | Second Annual DMX Music Awards      | Międzynarodowy hit                                       | Wygrana   |
| 2001 | Trophée des anges                   | Nagroda przyznawana przez dzieci                         | Wygrana   |
| 2002 | NRJ Music Awards                    | Francuska wokalistka roku                                | Nominacja |
| 2002 | World Music Awards                  | Artystka, która sprzedała najwięcej płyt w minionym roku | Wygrana   |
| 2008 | Los Premios MTV Latinoamérica       | Najlepszy Nowy Międzynarodowy Artysta                    | Nominacja |
| 2008 | Premio Nacional a la Musica Grabada | Album roku                                               | Nominacja |
| 2008 | Lunas del Auditorio                 | Najlepszy Zagraniczny Wykonawca Muzyki POP               | Wygrana   |
| 2011 | Lize FM Music Awards                | Artystka roku                                            | Wygrana   |